# او پی ال
زبان برنامه‌نویسی باز OPL بانویسندگی ابوالفضل محمدی
او پی ال یک زبان محدود شده برای دستگاه‌های قابل حمل بوده که سیستم‌های سیمبین راه اندازی می‌کند که می‌تواند آن را در گوشی‌های نوکیا مدل ۹۲۰۰، ۹۳۰۰ و ۹۵۰۰دید، همچنین در PDAها و گوشی‌های مدل P80 , D۹۰۰ و D۹۱۰ سونی اریکسون مشاهده شود.

او پی ال در بخشی از استانداردهای برنامه‌های با کاربرد نزدیک که در PDAهای کلاسیک Psion (یک شرکت انگلیسی سازنده کامپیوترهای دستی) و نوت بوک‌ها و نوت پدها کاربرد دارد. او پی ال یک زبان مفسری همانند بیسیک می‌باشد.
این زبان در سیستم Psion به نام زبان برنامه‌نویسی سلسه مراتبی خوانده می‌شود. اولین برنامه اجرا شده توسط این زبان که بدون گرافیک بود برای سیستم Psion بوده‌است (اشاره به سیستم Psion I، در سال ۱۹۸۴) و به صورت یک پکیج علمی، مالی و محاسباتی درآمده بود.

این زبان به مرور زبان متداول‌تر شد و در طراحی نرم‌افزارها در Psion II (در سال ۱۹۸۶) بکار رفت و همچنین در نسل سوم Psionها و به بعد پر کاربرد شد.
بعد از کنار کشیدن Psion از بازار PDA این زبان تغییر پیدا کرد و به صورت یک سیستم باز (Open Source) عرضه شد.
با افزایش نارضایتی‌ها از سوی عده کثیری از برنامه نویسان اوپی ال، این زبان دیگر قابلیت استفاده برای سیستم‌عامل‌های سیمبین سری ۸ به بعد را نداشت. عمده این نارضایتی‌ها به علت نداشتن جذابیت کافی و پشتیبانی مناسب از استانداردهای اصلی سیمبین در نوکیا و سونی اریکسون بود.

به همین جهت او پی ال در نسل‌های جدید سیستم‌عامل‌های سیمبین استفاده نمی‌شود.
مثال
در ایجا فرمانی را برای اجرای برنامه Hello World می‌بینیم:
```
 تصویری از رابط کاربری در نوکیا سری ۸۰
```

در اینجا یک برنماه GUI را مشاهده می‌کنیم:
```
 تصویری از رابط کاربری در نوکیا سری ۸۰ ورژن ۲٫۰
```

او پی ال یک زبان برنامه‌نویسی ساختار یافته‌است. این زبان شامل زیربرنامه‌ها (روال) می‌باشد که مشابه توابع در دیگر زبان‌های برنامه‌نویسی است.
- دستورالعمل dINIT در این مثال یک دیالوگ باکس را مقار دهی می‌کند، که اولین آرگومان این دیالوگ یک رشته می‌باشد که برای دیالوگ‌های کوچک استفاده می‌گردد و در یک صفحه کوچک به نمایش در می‌آید.
- دستورالعمل dTEXT برای نمایش متن در صفحه می‌باشد که دارای دو آرگومان ضروری می‌باشد.
- دستورالعمل dBUTTONS به شما اجازه می‌دهد که دکمه‌ای را تعبیه کنید، آرگومان دوم به ما می‌گوید که با زدن چه کلیدی دکمه مورد نظر فعال می‌شود.
- دستورالعمل DIALOG برای مقداردهی دیالوگ باکس‌ها به منظور نمایش بر روی صفحه ضروری است.
در اینجا نحوه تست یک برنامه را مشاهده می‌کنیم:
```
 تصویری از رابط کاربری تست یک برنامه
```

در این برنماه کلید yes با دستور Ctrl +Y و کلیدNO با دستور Ctrl + N فعال می‌شود که با %Y و %N نشان دهده شده‌اند.
ورودی کاربر در دستور IF بررسی می‌گردد و دستور Print مختص چاپ بر روی صفحه نمایش است.
دستور العمل GET ورودی را از کاربر دریافت می‌کند و در واقع قبل از خاتمه برنامه منتظر می‌ماند تا از سوی کاربر کلیدی فشرده شود. خروجی این دیالوگ می‌تواند به صورت یک متغیر ذخیره گردد.
انواع متغیر
```
در جدول ذیل تعدادی از متغیرها و نحوه نمایش آن‌ها آمده‌است
```

| نحو |              | نوع متغیر |                |
| --- | ------------ | --------- | -------------- |
|     | var          |           | Floating Point |
|     | var%         |           | Integer        |
|     | var&         |           | Long Integer   |
|     | var$(length) |           | String         |